# Pavlivka, Tîsmenîțea
Pavlivka (în ucraineană Павлівка) este o comună în raionul Tîsmenîțea, regiunea Ivano-Frankivsk, Ucraina, formată numai din satul de reședință.

## Demografie
Componența lingvistică a comunei Pavlivka
     Ucraineană (99,73%)
     Alte limbi (0,21%)
Conform recensământului din 2001, majoritatea populației comunei Pavlivka era vorbitoare de ucraineană (99,73%), existând în minoritate și vorbitori de alte limbi.